# Segle XX
|  | Per a altres significats, vegeu «Barri del Segle XX». |

El segle XX comprèn el període d'anys entre l'1 de gener de 1901 fins al 31 de desembre de 2000, tots dos inclosos. Durant el segle xx, el ritme dels canvis científics, tecnològics i socials s'accelera vertiginosament. Es produeix una explosió demogràfica, i la població mundial arriba als 6.000 milions cap a la fi del segle. Completada la Revolució Industrial, es desenvolupa una Revolució del Coneixement i de les comunicacions basada en la informàtica. Comença la Globalització econòmica i política del planeta. Els Estats Units esdevenen la potència dominant, sobretot després del col·lapse de la majoria de règims comunistes. Tot i la promulgació dels Drets de l'Home i la constitució de l'ONU, el segle xx ha estat ple de guerres i conflictes, i el respecte als Drets Humans és precari en molts llocs del planeta.
El segle xx en la història de la humanitat va ser marcat per la primera i per la segona guerres mundials, pel nacionalisme, per la descolonització, per la Guerra Freda i per conflictes durant i després de la Guerra Freda. I també per l'homogeneïtzació cultural a causa dels desenvolupaments en els transports i en les comunicacions, pels viatges espacials, per les preocupacions amb el medi ambient i pel naixement de la revolució digital.

## Esdeveniments rellevants

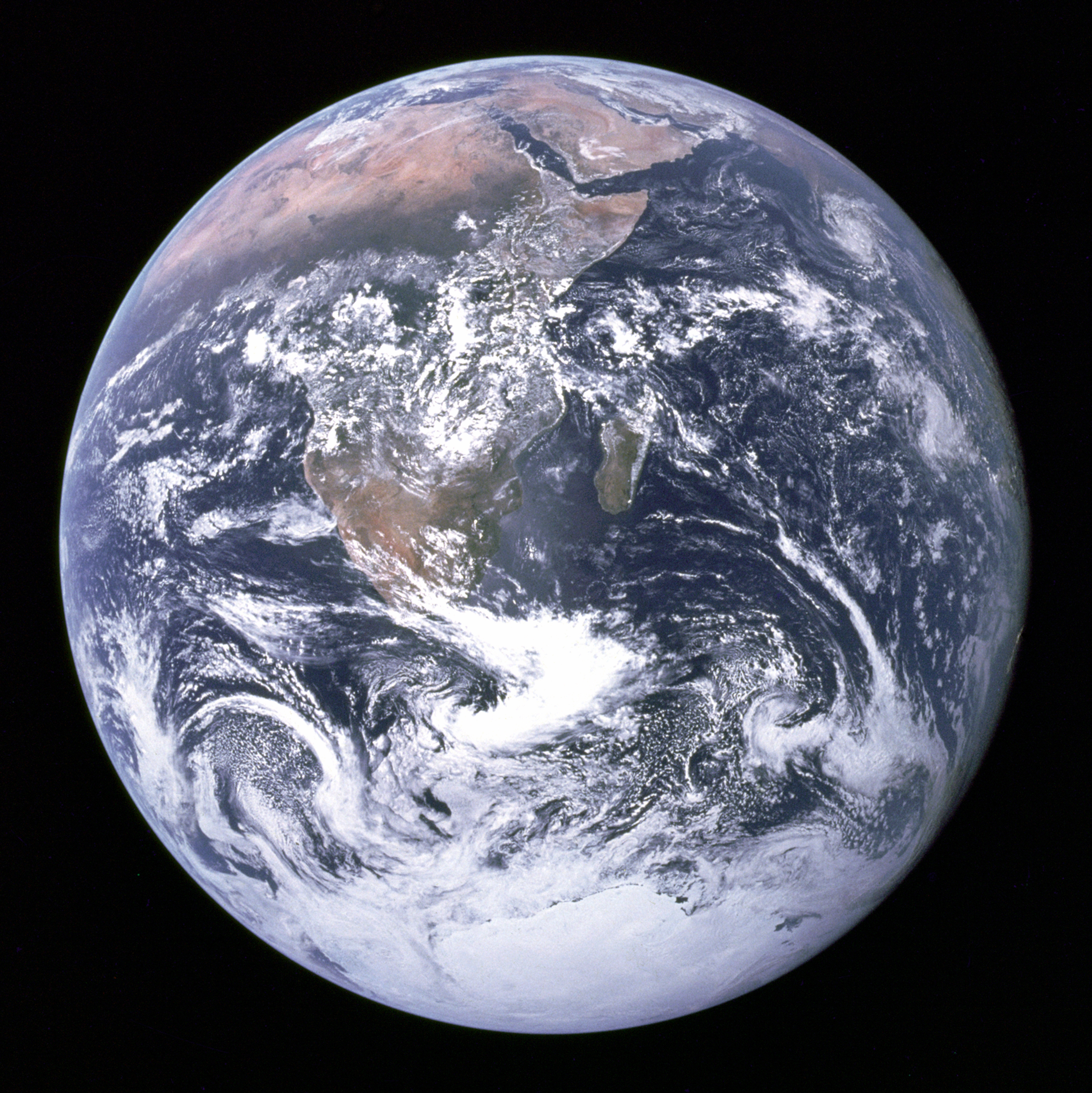
La Terra vista per la missió Apollo 17

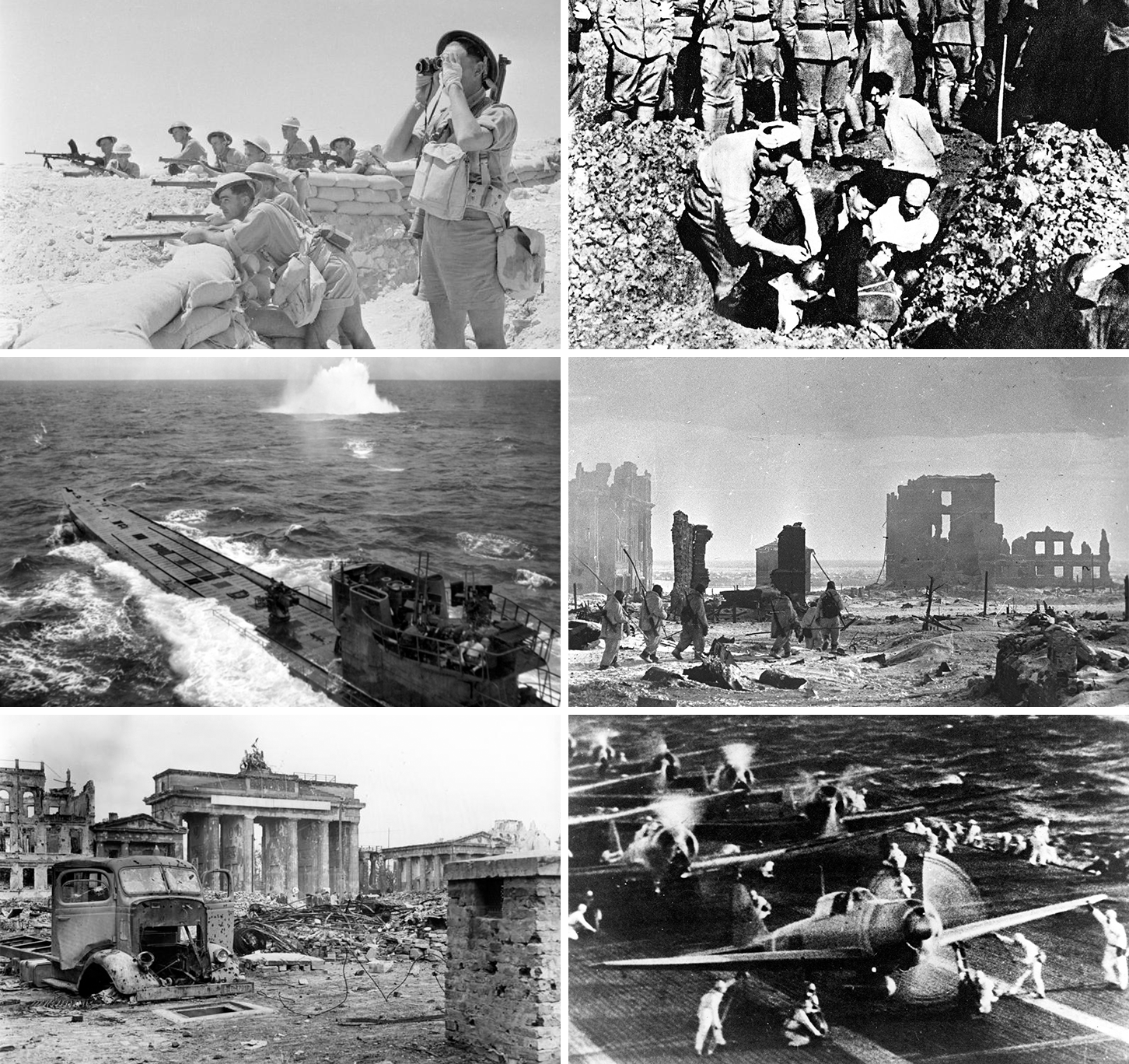
La Segona Guerra Mundial va ser el més gran conflicte de la història de la humanitat.

### Ciència i tecnologia
- Física: Teoria de la relativitat, mecànica quàntica.
- Biologia: Descobriment de l'estructura de l'ADN.
- Astronàutica: Exploració de l'espai, el Programa Apollo de la NASA duu l'home a la lluna.
- Tecnologia: Televisió, telèfon, informàtica i internet, automoció, etc.
- Medicina: descobriment de la penicil·lina

### Guerres i política
- Revolució d'Octubre i creació de la Unió de Repúbliques Socialistes Soviètiques (1917). Altres revolucions comunistes a la Xina (1949) i a Cuba (1959).
- Primera Guerra Mundial (1914 - 1918)
- Guerra Civil espanyola (1936 - 1939) i subsegüent dictadura denominada franquisme (1939-1975)
- Segona Guerra Mundial (1939 - 1945)
- Descolonització d'Àfrica
- Conflicte araboisraelià
- Guerra del Vietnam (1954-1975)
- Transició democràtica a Espanya a partir del 1975. Aprovació de la Constitució Espanyola (1977), i els estatuts d'autonomia (Catalunya (1979), País Valencià (1982), Balears (1983))
- Unió Europea
- Caiguda de l'URSS i règims afins a l'Europa de l'Est, reunificació d'Alemanya
- Guerra del Golf (1991)
- Guerra dels Balcans (1991-2001)

### Desastres
- Enfonsament del Titanic.
- Epidèmia de grip de 1918.
- Desastre nuclear de Txernòbil.
- La Sida causa milions de morts.
- Tot i les millores tecnològiques, en començar el segle xxi, gran part de la humanitat continua vivint en la pobresa.

## Cultura
- Cultura de masses: premsa, cinema, còmic, televisió, música, internet…
- Normalització de la llengua catalana (Pompeu Fabra i Poch)

## Persones rellevants

### Científics
- Albert Einstein
- Marie Curie
- Werner Heisenberg
- Schrödinger

### Polítics i líders mundials
- Francesc Macià i Llussà, Lluís Companys i Jover, Jordi Pujol i Soley
- Francisco Franco, Adolfo Suárez, Joan Carles I d'Espanya
- Lenin, Stalin, Gorbatxev
- Fidel Castro
- Winston Churchill
- Franklin D. Roosevelt, John Fitzgerald Kennedy
- Benito Mussolini
- Adolf Hitler
- Erich Honecker
- Mohandas Gandhi
- Mahathir bin Mohamad

### Artistes
- Joan Miró, Pablo Picasso, Salvador Dalí, Andy Warhol, Vassili Kandinski (pintura)
- Gabriel García Márquez, Franz Kafka, Màrius Torres, Thomas Mann, Mercè Rodoreda, Salvador Espriu, Marià Villangómez (literatura)
- Michael Jackson, John Lennon, Igor Stravinski, Arnold Schönberg, Queen, The Beatles, Rolling Stones, Bob Dylan, Jimi Hendrix (música)
- Charlie Chaplin, Orson Welles, Stanley Kubrick, Akira Kurosawa, P. Ramlee (cinema)

### Esportistes
- Roberto Baggio, Pele, Johan Cruyff, Diego Armando Maradona, (futbol)
- Eddy Merckx, Miguel Indurain (ciclisme)
- Michael Jordan (bàsquet)
- Bob Beamon, Carl Lewis, Serguei Bubka (Atletisme)